# 5617 Emelyanenko
5617 Emelyanenko (1989 EL) là một tiểu hành tinh vành đai chính được phát hiện ngày 5 tháng 3 năm 1989 bởi E. F. Helin ở Palomar.